# Joachim Johansson
Joachim Johansson (Lund, Svédország; 1982. július 1. –)  svéd hivatásos teniszező.
Karrierje során 3 egyéni és 1 páros ATP-tornát nyert meg. A 2004-es US Openen bejutott az elődöntőbe, ez legjobb Grand Slam-eredménye. Pályafutását derékba törte váll sérülése, ami miatt végül 2008. február 1-jén bejelentette visszavonulását. Év végén mégis visszatért, a stockholmi tornán szabadkártyát kapott.
Johansson tartja az egy meccsen szervált legtöbb ász rekordját, holtversenyben Ivo Karlovićcsal: a 2005-ös Australian Openen 51-et ütött Andre Agassi ellen. Karlovićnak viszont ehhez öt szett kellett, míg Johanssonnak csak négy. Érdekesség, hogy a meccsüket mindketten elvesztették.

## ATP-döntői

### Egyéni

#### Győzelmei (3)
| Tornagyőzelmek (egyéni) |
| Grand Slam (0)          |
| ATP Masters Series (0)  |
| Tennis Masters Cup (0)  |
| ATP Tour (3)            |

| No. | Dátum            | Helyszín                           | Borítás    | Ellenfél a döntőben | Eredmény a döntőben |
| 1.  | 2004.február 16. | Memphis, Amerikai Egyesült Államok | Kemény (f) | Nicolas Kiefer      | 7–6, 6–3            |
| 2.  | 2005.január 3.   | Adelaide, Ausztrália               | Kemény     | Taylor Dent         | 7–5, 6–3            |
| 3.  | 2005. február 7. | Marseille, Franciaország           | Kemény (f) | Ivan Ljubičić       | 7–5, 6–4            |

### Páros

#### Győzelmei (1)
| No. | Dátum            | Helyszín           | Borítás | Partner        | Ellenfelei a döntőben           | Eredmény a döntőben |
| 1.  | 2005. július 10. | Båstad, Svédország | Salak   | Jonas Björkman | José Acasuso / Sebastian Prieto | 6-2 6-3             |

#### Elvesztett döntői (1)
| No. | Dátum            | Helyszín           | Borítás | Partner      | Ellenfelei a döntőben        | Eredmény a döntőben |
| 1.  | 2005. június 12. | Halle, Németország | Fű      | Marat Szafin | Yves Allegro / Roger Federer | 5-7 7-6(6) 3-6      |